# Кубок Кремля 1994
Кубок Кремля 1994 — международный мужской теннисный турнир, проходивший в Москве с 5 по 13 ноября 1994 года в спорткомплексе «Олимпийском». Это был пятый в истории Кубок Кремля. Турнир имел категорию ATP World Series и был последним турниром этой категории в сезоне 1994 года (одновременно проходили турниры этой же категории в Буэнос-Айресе и Антверпене).
Призовой фонд составил 1 100 000 долларов США. По сравнению с 1993 годом призовой фонд вырос более, чем в 3 раза.
Впервые победителем в одиночном разряде стал россиянин Александр Волков. Этот титул стал для него третьим и последним на турнирах АТП.
В парном разряде второй год подряд победила голландская пара Пауль Хархёйс и Якко Элтинг.

## Соревнования

### Одиночный разряд
Александр Волков победил  Чака Адамса со счётом 6-2 6-4.

### Парный разряд
Якко Элтинг /  Пауль Хархёйс победили  Дэвида Адамса /  Андрея Ольховского без игры (на отказе соперников).